# Sorció

Mecanisme d'absorció gas-líquid (a) i adsorció líquid–sòlid (b). Les esferes blaves són molècules de solut.

Sorció és un procés físic i químic pel qual una substància s'uneix a una altra. Els casos específics de sorció es tracten en els següents articles:
- Absorció - "la incorporació d'una substància en un estat a un altre d'un estat diferent" "[1] (p. ex., un líquid que és absorbit per un sòlid o un gas que és absorbit per un líquid);
- Adsorció: la adherència física o l'adhesió de ions i molècules a la superfície d'una altra fase (p. Ex., Reactius adsorbits a una superfície sòlida catalitzadora);
- Intercanvi iònic: un intercanvi de ions entre dos electròlits o entre una solució d'electròlits i un complex.

El revers de sorció és desorció.